# 鈴木宙樹
鈴木 宙樹（すずき ひろき、1996年11月20日 - ）は、日本のキックボクサー。東京都出身。RIKIX所属。第2代REBELS60kg級王者。弟は総合格闘家の鈴木千裕。

## 来歴
ペルーで生まれ日本で育つ。ペルー人の父親を持つハーフ。父親が格闘技好きなことから、小さい頃から一緒にK-1を見ていた。幼少期に伝統派空手の道場に入れられて空手を始める。中学3年生からキックボクシングを始め、高校ではUFCに出場していたリョート・マチダの影響を受けて総合格闘技も嗜んでいた。
空手道場のつながりで高校時代から週1で小比類巻道場に通い、高校卒業後は小比類巻道場の寮に入りプロデビューを目指していたが、厳しさに付いていけず数か月で挫折。弟の千裕が通っていたクロスポイント吉祥寺に入会。

### プロデビュー
2017年8月6日にKrushでキックボクサーとしてプロデビューし、安達元貴に判定2-0で勝利。
2019年6月9日にREBELSの60kg級王座決定戦でWBCムエタイ日本統一スーパーフェザー級王者の葵拳士郎と対戦。3-0の判定勝ちで第2代REBELS60kg級王座を獲得した。
2021年12月8日にプロボクサーに転向し、スーパーライト級4回戦で山口拓也に1回2分26秒でKO勝利。
2022年10月にKNOCK OUTでキックボクサーとして復帰。
2023年6月24日に開催されたRIZIN.43でRIZINに初出場。梅野源治と肘ありキックボクシングルールで対戦し、2Rに飛び膝蹴りでKO勝利。
2025年5月31日にRISEへの出場および原口アンドレイとの対戦が決まっていたが、眼窩底骨折のため欠場。

## 戦績

### プロキックボクシング
| キックボクシング 戦績 | キックボクシング 戦績 | キックボクシング 戦績 | キックボクシング 戦績 | キックボクシング 戦績 | キックボクシング 戦績 | キックボクシング 戦績 |
| --------------------- | --------------------- | --------------------- | --------------------- | --------------------- | --------------------- | --------------------- |
| 19 試合               | (T)KO                 | 判定                  | その他                | 引き分け              | 無効試合              |                       |
| 16 勝                 | 10                    | 6                     | 0                     | 0                     | 0                     |                       |
| 3 敗                  | 1                     | 2                     | 0                     | 0                     | 0                     |                       |

| 勝敗 | 対戦相手                  | 試合結果                             | 大会名                                       | 開催年月日     |
| ×    | クォン・ヒョヌ            | 2R 0:28 TKO（脛の負傷）              | NO KICK NO LIFE                              | 2024年5月17日  |
| ○    | 梅野源治                  | 2R 2:43 KO（飛び膝蹴り）             | RIZIN.43                                     | 2023年6月24日  |
| ○    | REITO BRAVELY             | 3R終了 判定2-0                       | KNOCK OUT 2023 Vol.1                         | 2023年4月22日  |
| ×    | ファリヤ・アミニプール    | 3R終了 判定1-2                       | ONE Friday Fights 4: Duangsompong vs. Batman | 2023年2月10日  |
| ○    | モンダム.ウィラサクレック | 2R 2:23 KO                           | KNOCKOUT 2022 Vo.8                           | 2022年12月11日 |
| ×    | 西岡蓮太                  | 3R終了 判定0-3                       | KNOCKOUT 2022 Vo.6                           | 2022年10月16日 |
| ○    | ピラオ・サンタナ          | 3R終了 判定3-0                       | REBELS.64                                    | 2020年2月29日  |
| ○    | 琢磨                      | 1R 1:52 TKO（レフェリーストップ）    | REBELS.62                                    | 2019年8月10日  |
| ○    | 葵拳士郎                  | 3R終了 判定3-0                       | REBELS.61 【REBELS60kg級王座決定戦】         | 2019年6月9日   |
| ○    | 上田一哉                  | 3R 0:52 TKO（レフェリーストップ）    | REBELS.60                                    | 2019年4月20日  |
| ○    | ジョン・ラゥィー          | 1R 0:45 KO（右ストレート）           | PANCRASE REBELS RING.1                       | 2019年2月17日  |
| ○    | 宇野高弘                  | 1R 2:15 KO（飛び膝蹴り）             | PANCRASE302                                  | 2018年12月9日  |
| ○    | スーパーアンジ            | 2R 2:36 KO（パンチとヒザ蹴りの連打） | Krush.94                                     | 2018年10月28日 |
| ○    | 中條弘之                  | 1R 1:16 KO（右ストレート）           | KHAOS.6                                      | 2018年9月1日   |
| ○    | テレカ∞                   | 3R終了 判定2-0                       | REBELS.56                                    | 2018年6月6日   |
| ○    | 清水 悟                   | 3R 1:59 TKO（レフェリーストップ）    | REBELS.55                                    | 2018年4月27日  |
| ○    | 梅津直輝                  | 1R 2:07 TKO                          | REBELS.54                                    | 2018年2月18日  |
| ○    | 中澤良介                  | 3R終了 判定3-0                       | Krush.82                                     | 2017年11月5日  |
| ○    | 安達元貴                  | 3R終了 判定2-0                       | Krush.78                                     | 2017年8月6日   |

### プロボクシング
| プロボクシング 戦績 | プロボクシング 戦績 | プロボクシング 戦績 | プロボクシング 戦績 | プロボクシング 戦績 | プロボクシング 戦績 | プロボクシング 戦績 |
| ------------------- | ------------------- | ------------------- | ------------------- | ------------------- | ------------------- | ------------------- |
| 1 試合              | (T)KO               | 判定                | その他              | 引き分け            | 無効試合            |                     |
| 1 勝                | 1                   | 0                   | 0                   | 0                   | 0                   |                     |
| 0 敗                | 0                   | 0                   | 0                   | 0                   | 0                   |                     |

| 戦           | 日付          | 勝敗 | 時間    | 内容 | 対戦相手                 | 国籍 | 備考           |
| ------------ | ------------- | ---- | ------- | ---- | ------------------------ | ---- | -------------- |
| 1            | 2021年12月8日 | ☆    | 1R 2:26 | KO   | 山口拓也（ワールド日立） | 日本 | プロデビュー戦 |
| テンプレート |               |      |         |      |                          |      |                |

## 獲得タイトル
- 第2代REBELS60kg級王座

### 試合映像
1. ↑  『【番組】RIZIN CONFESSIONS #127（※番組内で試合映像。梅野源治と鈴木宙樹による試合振り返りドキュメンタリー番組）』RIZIN公式YouTubeチャンネル、2023年。